# Minerbio
Minerbio je italská obec v provincii Bologna v oblasti Emilia-Romagna.
V roce 2012 zde žilo 8 763 obyvatel.

## Sousední obce
Baricella, Bentivoglio, Budrio, Granarolo dell'Emilia, Malalbergo

## Vývoj počtu obyvatel
Zdroj: 